# Liste der Kellergassen in Mistelbach
Die Liste der Kellergassen in Mistelbach führt die Kellergassen in der niederösterreichischen Gemeinde Mistelbach an.
| Foto |                 | Kellergasse                                                        | Standort                   | Beschreibung |
| ---- | --------------- | ------------------------------------------------------------------ | -------------------------- | --- |
| BW   | Datei hochladen | Ebendorfer Hauptstraße                                             | KG: Ebendorf Standort      | Die Kellergasse ist eine einseitige Einzelkellergasse im Ort, an der Südseite der Ebendorfer Hauptstraße. Sie großteils traufständigen Presshäuser mit Satteldächern bilden gemeinsam mit Wohnhäusern einen geschlossenen Straßenzug. Da einige Presshäuser zu Wohnhäusern umgebaut wurden, sind die Angaben über die Zahl der Presshäuser uneinheitlich: Die TU Wien zählte 16 Presshäuser, Schmidbaur nur elf. |
| BW   | Datei hochladen | Lindenberggasse                                                    | KG: Ebendorf Standort      | In der Lindenberggasse, östlich außerhalb von Ebendorf, befinden sich einseitig vier Kellergebäude. |
| ja   | Datei hochladen | Am Schenkberg                                                      | KG: Eibesthal Standort     | Die aus neun Kellern, einer Scheune und zwei Neubauten gebildete beidseitige Kellergasse liegt im Ortszentrum, unweit der Kirche und eines Wirtshauses mit Vinothek. Die Keller sind giebelständig, großteils mit Satteldach. |
| ja   | Datei hochladen | Marktweg / Neustift / Ohringergasse                                | KG: Eibesthal Standort     | Dieses ausgedehnte Kellergassensystem besteht aus etwa 40 Kellern, die teils an Felder grenzen, teils – im Bereich Neustift – gegenüber von Wohnhäusern liegen. Die meisten Keller haben Satteldächer; im Bereich Neustift sind die Keller giebelständig, sonst mehrheitlich traufständig. |
| ja   | Datei hochladen | Oberort (auch Viehtrift genannt)                                   | KG: Eibesthal Standort     | In dieser beidseitigen, an einem Hang liegenden Kellergasse aus 51 Kellern befinden sich die meisten der noch weinbaulich genutzten Keller Eibesthals. Die Keller sind mehrheitlich traufständig, überwiegend mit Satteldach. Fünf Presshäuser wurden zu Wohnhäusern umgebaut, einige wurden zu Wirtschaftsgebäuden umgebaut, wobei der alte Charakter der Presshäuser oft verloren ging. |
| ja   | Datei hochladen | Pfandnerweg                                                        | KG: Eibesthal Standort     | Die beidseitige Kellergasse aus 32 Kellern führt am nordwestlichen Ortsrand in einem Graben einen Hang hinauf. Die Südseite besteht vorwiegend aus Schildmauern, die Nordseite aus traufständigen, weiß getünchten Presshäusern. Die Kellergasse zählt zu den schönsten der Stadtgemeinde. Sie wird gelegentlich für lokale Veranstaltungen genutzt und weist dafür eine fix installierte WC-Anlage auf. |
|      | Datei hochladen | Unterort                                                           | KG: Eibesthal              | Die einseitige Einzelkellergasse an einer Geländekante im Hintaus des südlichen Ortsteils umfasst sechs Keller (davon vier in Schildmauerform) und zwei Neubauten. |
| ja   | Datei hochladen | Hanselberg                                                         | KG: Frättingsdorf Standort | Die 300 Meter lange Kellergasse besteht aus 34 Kellern, die beidseitig in einem Hohlweg nordwestlich knapp außerhalb des Dorfs liegen. Die Keller haben teils Schildmauern, teils sind sie traufständig. Zehn der Keller sind desolat, acht weitere erneuerungsbedürftig; viele Kellerröhren sind bereits zugeschüttet. Eine Besonderheit einiger der Keller waren Vorbauten aus Holz, die aber nur mehr bei zwei Kellern vorhanden sind. Die älteste Datierung ist von 1908. |
| ja   | Datei hochladen | Holzleitenstraße                                                   | KG: Frättingsdorf Standort | Die einseitige Kellergasse liegt in einem Hohlweg neben der Holzleitenstraße, der südwestlichen Ortsausfahrt. Sie besteht aus elf Kellern, die teils traufständig erbaut wurden, teils Schildmauern aufweisen, und mehrheitlich sanierungsbedürftig sind. |
| BW   | Datei hochladen | Obere (Hörersdorfer) Kellergasse                                   | KG: Hörersdorf Standort    | Die einseitige, aus 14 Kellern gebildete Kellergasse liegt im Hintaus der Ortschaft, an einer Geländekante. Die Keller sind überwiegend traufständig, mit Satteldach. Zwischen den Kellern befinden sich auch Wohnhäuser; einige Presshäuser sind umgebaut worden. |
| BW   | Datei hochladen | Untere (Hörersdorfer) Kellergasse                                  | KG: Hörersdorf Standort    | Die einseitige, aus 42 Kellern gebildete Kellergasse liegt im Hintaus der Ortschaft, an einer Geländekante. Die Keller sind teils traufständig, teils giebelständig, ganz überwiegend mit Satteldach. Zwischen den Kellern befinden sich auch Wohnhäuser; einige Presshäuser sind umgebaut worden. |
| BW   | Datei hochladen | Lindenallee                                                        | KG: Hüttendorf Standort    | Die elf Keller sowie vier zu Wohnhäusern umgebaute ehemalige Keller liegen einseitig am flachen Hang, durch eine Grünfläche mit Einzelbäumen getrennt von dem gegenüberliegenden Friedhof und einigen Stadeln. Die Keller sind vorwiegend traufständig, alle mit Satteldach. |
| BW   | Datei hochladen | Obere (Hüttendorfer) Landstraße / Untere (Hüttendorfer) Landstraße | KG: Hüttendorf Standort    | Die einseitige Kellergasse besteht aus 38 Kellern und 13 zu Wohnhäusern umgebauten ehemaligen Presshäusern. Die Presshäuser sind zum Teil zweigeschoßig, vorwiegend traufständig, und alle mit Satteldach. Die Kellergasse wurde im Hintaus des Orts angelegt, wird aber heute als Hauptstraße für den Durchzugsverkehr benutzt. |
| ja   | Datei hochladen | beim Baumkreis                                                     | KG: Kettlasbrunn Standort  | Die 86 Keller dieser Kellergasse liegen beidseitig in einem Graben, der vom Ort weg auf einen Hügel führt. Die Keller mit Satteldach sind teils giebelständig, teils traufständig; ein Fünftel der Keller weist nur Schildmauern auf. Zentral auf einer Grünfläche steht eine Baumpresse. Die Kellergasse wird häufig für Veranstaltungen (wie Kellergassenfeste, Verkostungen, Oldtimertreffen) genutzt; darin einbezogen wird häufig auch der westlich oberhalb der Kellergasse gepflanzte Baumkreis. |
| BW   | Datei hochladen | beim Friedhof (Kettlasbrunn)                                       | KG: Kettlasbrunn Standort  | 21 Keller liegen einseitig in dieser Kellergasse, die vom Ort den Hang hinauf zum Friedhof führt. Etwa die Hälfte der Keller ist giebelständig, mit Satteldach, die andere Hälfte hat Schildmauern. |
| ja   | Datei hochladen | (Lanzendorfer) Hauptstraße                                         | KG: Lanzendorf Standort    | 1990 gab es noch neun Presshäuser an der Hauptstraße; 2007 war davon nur mehr ein einziges Kellergebäude erhalten. |
| ja   | Datei hochladen | (Lanzendorfer) Kellergasse                                         | KG: Lanzendorf Standort    | Die Kellergasse führt in einem Graben auf einen Hügel hinauf. Der Großteil der 44 Keller, die beidseitig in größerer Entfernung vom Ort an der Gasse liegen, ist in gutem Zustand. Etwas mehr als die Hälfte der Keller ist traufständig, ein Drittel weist Schildmauern auf, ein paar sind giebelständig. |
| ja   | Datei hochladen | Berggasse / Kellergasse                                            | KG: Mistelbach Standort    | Die aus 25 Kellern (davon sieben in der Kellergasse, 18 in der Berggasse) gebildeten Gassen weisen als Besonderheit den denkmalgeschützten Schwedenkeller auf: ein ausgedehntes Keller- bzw. Fluchttunnelsystem, das auf das 17. Jahrhundert zurückgeht. Die Keller in diesen Gassen sind traufständig mit Satteldach. Sie stehen durchmischt mit Wohnhäusern; viele der Presshäuser wurden nicht stilgerecht renoviert. |
| ja   | Datei hochladen | Franz-Josef-Straße                                                 | KG: Mistelbach Standort    | In der Gasse liegen 12 Keller, durchmischt mit etwa gleich vielen Wohnhäusern, wobei es sich bei sechs der Wohnhäuser um umgebaute Kellergebäude handelt. Alle Keller sind traufständig, überwiegend mit Satteldach. Die Gasse mit ihren überwiegend sanierungsbedürftigen Kellern, die gegenüber von Wirtschaftsgebäuden liegen, vermittelt kein typisches Kellergassenflair. |
| ja   | Datei hochladen | Winzerschulgasse                                                   | KG: Mistelbach Standort    | In der Gasse befinden sich einseitig 23 Keller, durchmischt mit 21 Wohnhäusern. Die Keller sind vorwiegend traufständig, mehrheitlich mit Satteldach, zum Teil mit Pultdach. In der Kellergasse befinden sich zwei Heurigenbetriebe. |
| ja   | Datei hochladen | Karl-König-Straße                                                  | KG: Paasdorf Standort      | 41 Keller und drei Wohnhäuser liegen einseitig in dieser im Hintaus an einer Geländekante befindlichen Gasse, gegenüber von Wirtschaftsgebäuden. Etwa die Hälfte der Keller ist giebelständig, der Rest traufständig oder mit Schildmauern. Anmerkung: Schmidbaur fasst diese Kellergasse mit dem Kellerrundplatz zu einem Kellergassensystem zusammen. |
| ja   | Datei hochladen | Kellerrundplatz                                                    | KG: Paasdorf Standort      | Die Mehrheit der 36 Keller in diesem Bereich liegen halbkreisförmig angeordnet, durch idyllische Grünflächen getrennt von gegenüberliegenden Stadeln. Einige der Keller befinden sich in einem angrenzenden, vom Ort wegführenden Hohlweg. Zahlreiche Festivitäten werden hier veranstaltet. Die Keller sind teils giebel-, teils traufständig; acht Keller weisen nur eine Schildmauer auf. Viele der Keller sind vorbildlich renoviert worden. Die älteste Datierung ist von 1746. Anmerkung: Schmidbaur fasste den Kellerrundplatz mit den Kellern in der Karl-König-Straße zu einem Kellergassensystem zusammen. |
| ja   | Datei hochladen | Gutshofstraße                                                      | KG: Paasdorf Standort      | Die Gutshofstraße, ursprünglich südöstlich außerhalb des Orts, heute am Ortsrand, ist eine beidseitige Kellergasse in einem Graben, bestehend aus etwa 25 Kellern und einigen anderen Gebäuden. Anmerkung: Auf die Keller in der Gutshofstraße wurde im Bestandsbericht des Instituts für Raumplanung vergessen. Schmidbaur fasste sie mit den Kellern in der Atzelsdorfer Straße zu einer Kellergasse zusammen. |
| ja   | Datei hochladen | Atzelsdorfer Straße, Ortsende                                      | KG: Paasdorf Standort      | Gegenüber vom Schafflerhof, an der südlichen Ortsausfahrt, liegen elf Keller einseitig, durch einen Grünbereich von der vielbefahrenen Straße getrennt. In der kleinen Kellergasse finden sich unterschiedliche Bauformen: fünf giebelständige und zwei traufständige Keller sowie vier mit Schildmauer. Anmerkung: Schmidbaur fasste diese Keller mit jenen in der Gutshofstraße zu einer Kellergasse zusammen. |
| BW   | Datei hochladen | südöstliches Hintaus                                               | KG: Paasdorf Standort      | Im südöstlichen Hintaus befand sich eine einzeilige Kellergasse an einer Geländekante. Schmidbaur zählte um 1990 dreizehn Keller auf 300 Metern Länge. Durch Um- und Neubauten in dieser heute Dr.-Stur-Straße genannten Straße hat die Kellergasse ihren ursprünglichen Charakter verloren. |
| ja   | Datei hochladen | Bahnkellergasse                                                    | KG: Siebenhirten Standort  | In der in einem Graben befindlichen Kellergasse, die schon 1727 als solche in einer Karte verzeichnet wurde, gibt es einseitig 31 Keller. Die Keller sind mehrheitlich traufständig, mit Satteldach; viele der Keller sind authentisch restauriert. Die Kellergasse wird von der Laaer Ostbahn durchschnitten, der Haltepunkt Siebenhirten liegt unmittelbar neben der Kellergasse. |
| ja   | Datei hochladen | Hintausstraße (Siebenhirten)                                       | KG: Siebenhirten Standort  | In der langgezogenen Kellergasse im Hintaus befinden sich 32 Keller, durchmischt mit einigen Wohngebäuden, sowie ein Kulturzentrum, das aus Hofstadl, Lehmkegelbahn und einer Vinothek besteht. Mehrere Presshäuser wurden unsachgemäß restauriert, doch viel vom gesellschaftlichen Leben Siebenhirtens spielt sich in dieser Gasse ab. Die älteste Datierung ist von 1827. |

| Foto:                    | Fotografie der Kellergasse (Gesamtheit). Klicken des Fotos erzeugt eine vergrößerte Ansicht. Daneben finden sich zwei Symbole: \| Weitere Bilder vorhanden \| Das Symbol bedeutet, dass weitere Fotos des Objekts verfügbar sind. Durch Klicken des Symbols werden sie angezeigt. \| \| Eigenes Foto hochladen \| Durch Klicken des Symbols können weitere Fotos des Objekts in das Medienarchiv Wikimedia Commons hochgeladen werden. \| |
| Name:                    | Bezeichnung der Kellergasse |
| Standort:                | Es ist die Katastralgemeinde (KG) angegeben. Durch Aufruf des Links Standort wird die Lage der Kellergasse in verschiedenen Kartenprojekten angezeigt. |
| Beschreibung             | Kurze Beschreibung der Kellergasse |
| Weitere Bilder vorhanden | Das Symbol bedeutet, dass weitere Fotos des Objekts verfügbar sind. Durch Klicken des Symbols werden sie angezeigt. |
| Eigenes Foto hochladen   | Durch Klicken des Symbols können weitere Fotos des Objekts in das Medienarchiv Wikimedia Commons hochgeladen werden. |